# Awa Ouattara (taekwondo)
Pour les articles homonymes, voir Ouattara.
Awa Ouattara, née le 22 avril 1993, est une taekwondoïste ivoirienne.

## Carrière
Awa Ouattara est médaillée de bronze dans la catégorie des moins de 53 kg aux Championnats d'Afrique de taekwondo 2012 à Antananarivo, aux Championnats d'Afrique de taekwondo 2014 à Tunis et aux Championnats d'Afrique de taekwondo 2016 à Port-Saïd.